# Benjamin King
Benjamin King (Richmond, Virginia, 22 de março de 1989) é um ciclista estadounidense que compete com a equipa Rally Cycling.
Passou por várias equipas americanas como o Kelly Benefit Strategies ou o Trek Livestrong U23. Em 2011 alinhou pelo Team RadioShack e depois da fusão deste com o Leopard Trek surgindo o RadioShack-Nissan, King passou ao elenco da nova equipa. Em 2014 alinhou pela equipa Garmin Sharp atualmente denominado Cannondale Pro Cycling Team. Em 2017 andou nas fileiras do conjunto Dimension Data. Com esta equipa completou a sua melhor temporada no ano seguinte, ao ganhar duas etapas de alta montanha da Volta a Espanha.

## Palmarés
- 2010
  - Campeonato dos Estados Unidos em Estrada

- 2015
  - 1 etapa do Critérium Internacional
  - 2.º no Campeonato dos Estados Unidos Contrarrelógio

- 2016
  - 1 etapa do Volta à Califórnia

- 2018
  - 2 etapas da Volta a Espanha

- 2021
  - 1 etapa da Volta a Portugal

## Resultados em Grandes Voltas e Campeonatos do Mundo
Durante a sua carreira desportiva tem conseguido os seguintes postos nas Grandes Voltas e nos Campeonatos do Mundo em estrada:
| Corrida            | Corrida            | 2008 | 2009 | 2010 | 2011 | 2012 | 2013 | 2014 | 2015 | 2016 | 2017 | 2018 | 2019 | 2020 | 2021 |
| ------------------ | ------------------ | ---- | ---- | ---- | ---- | ---- | ---- | ---- | ---- | ---- | ---- | ---- | ---- | ---- | ---- |
|                    | Giro d'Italia      | —    | —    | —    | —    | —    | —    | —    | —    | —    | —    | 44.º | —    | —    | —    |
|                    | Tour de France     | —    | —    | —    | —    | —    | —    | 53.º | —    | —    | —    | —    | 62.º | —    | —    |
|                    | Volta a Espanha    | —    | —    | —    | —    | —    | —    | —    | 75.º | 46.º | Ab.  | 24.º | 38.º | —    | —    |
| Mundial em Estrada | Mundial em Estrada | —    | —    | —    | 94.º | —    | —    | —    | 53.º | —    | —    | 72.º | —    | —    | —    |

—: não participa

Ab.: abandona

## Equipas
- - Kelly Benefit Strategies (2008)
  - Trek Livestrong U23 (2009-2010)
  - Team RadioShack (2011)
  - Radioshack (2012-2013)
  - RadioShack-Nissan (2012)
  - RadioShack Leopard (2013)
- Garmin/Cannondale (2014-2016)
  - Garmin Sharp (2014)
  - Team Cannondale-Garmin (2015)
  - Cannondale Pro Cycling Team (2016)
  - Dimension Data/NTT (2017-2020)
  - Dimension Data (2017-2019)
  - NTT Pro Cycling (2020)
  - Rally Cycling[3] (2021-)